# 72º Reggimento fanteria "Puglie"
Il 72º Reggimento fanteria "Puglie" è stata un'unità dell'Esercito Italiano.

## Storia
Il 72º Reggimento fanteria "Puglie" viene costituito a Milano il 1º agosto 1862 insieme al 71º Reggimento per costituire la Brigata "Puglie" di nuova formazione.

### Nella prima guerra mondiale (1915-1918)
La Brigata "Puglie", formata dal 71º e dal 72º reggimento, si trova già al confine con il Trentino, alle dipendenze della 9ª divisione, all'atto della mobilitazione in prima linea da Campolmolon fino allo Spitz Tonezza Viene poi trasferita nella bassa Friulana sul fronte dell'Isonzo, dove parteciperà alla Quarta battaglia dell'Isonzo; il 72° è impegnato sulle alture del Grafenberg e del Podgora.

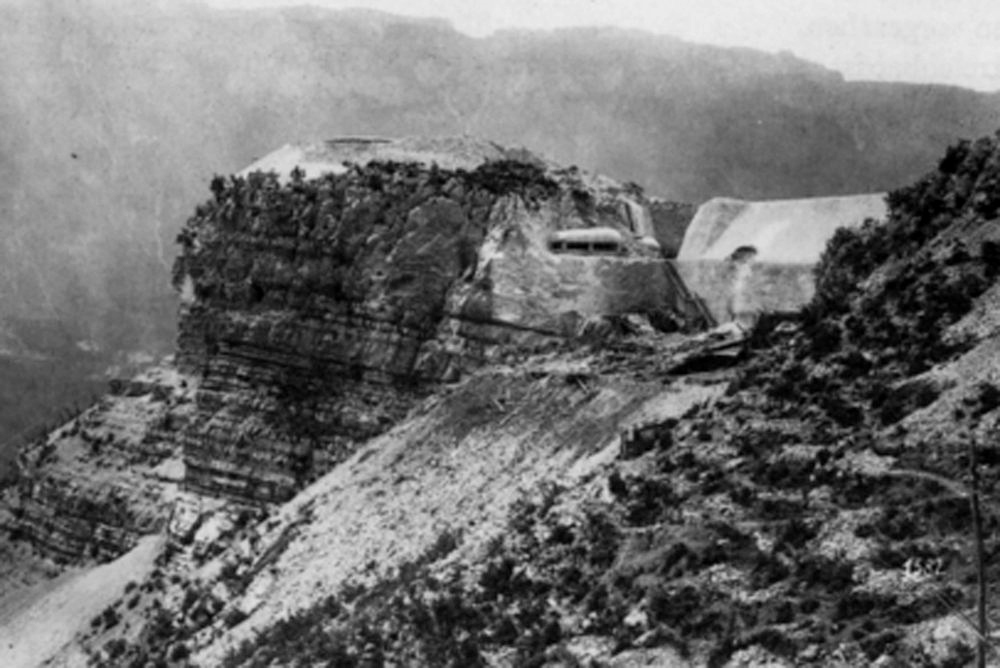
Il forte Pozzacchio, obiettivo degli attacchi del 72º Reggimento

Nel febbraio 1916 la brigata viene trasferita sul fronte albanese, alle dipendenze della 38ª divisione, ma già a maggio è di nuovo in Trentino, alle dipendenze della 44ª divisione, dove sopporta il peso dell'offensiva austriaca; la controffensiva la porta a conquistare Vallarsa, e il 72° cerca invano di prendere il forte Pozzacchio (29 giugno). La brigata difende poi la linea del Mattassone; nella seconda decade di ottobre, il 72° attacca il monte Spil. Da metà novembre la brigata è sostituita e fino a fine dicembre resta a Chiopris, alle dipendenze della 21ª divisione.
Nel maggio 1917 la brigata è trasferita nella zona di Sdraussina, alle dipendenze della 20ª divisione; qui partecipa in posizioni di rincalzo alla Decima battaglia dell'Isonzo (12 maggio - 8 giugno). A seguito del contrattacco austriaco, tutta la 20ª divisione dovette arretrare. La brigata alternò periodi di riposo e di fronte più volte per il resto dell'anno, in quanto subì molte perdite, tanto che il 29 ottobre, dopo aver ripiegato fino a Bacchiglione, la brigata fu sciolta e i suoi elementi inseriti in altri reparti.
Nella seconda metà di maggio 1918, la brigata viene ricostituita e disposta nei pressi di Treviso. Partecipa alla Battaglia del solstizio (15-24 giugno), prima in seconda linea e negli ultimi giorni in prima linea. A fine agosto è trasferita a Valona, in Albania; il 3 ottobre incalza il nemico in ritirata e il 72° occupa Sinanai. La cessazione delle ostilità trova il 72° a Penkova.
Nel corso della guerra il 72º Reggimento subì la perdita di 43 ufficiali e 331 soldati, il ferimento di 78 ufficiali e 2145 soldati, mentre i dispersi furono 49 ufficiali e 1622 soldati.

### Tempi recenti
In tempi recenti il 72º Rgt. "Puglie" è stato di stanza ad Albenga in provincia di Savona presso la caserma "Aldo Turinetto" sul lungo Centa.
In questa sede ha principalmente svolto funzione di C.A.R. (Caserma Addestramento Reclute) ovvero di reclutamento ed addestramento per i militari di leva.
Il Reggimento era composto da un Battaglione su quattro Compagnie:
- 1ª Compagnia "Aquile"
- 2ª Compagnia "Lupi"
- 3ª Compagnia "Pantere"
- 4ª Compagnia presso la caserma Piave di Albenga
- Compagnia Comando e Servizi (C.C.S. "Piccola ma Potente").

Questo fino all'estate del 1999 quando, con l'ultimo avvicendamento di Comandante di Reggimento, il 72° ha ceduto le insegne al riformato
"Leoni di Liguria", che, dopo una breve parabola, è stato ridisciolto e la "Turinetto" chiusa e smilitarizzata.
L'ultimo gruppo di militari di leva congedatosi con le mostrine del 72º Rgt."Puglie" fu il 12ºscaglione 1998 il 12 ottobre 1999.

## Sedi

### Caserma "Aldo Turinetto"
La Caserma Aldo Turinetto, ora smilitarizzata, si trova ancora oggi ad Albenga, in provincia di Savona (Liguria). È costituita da una fortezza rettangolare dall'altezza di circa 3 metri e a nord della fortezza possiamo trovare il cancello d'ingresso della caserma unito da due edifici, accanto alle quali a est della fortezza si trovano altri due edifici appartenenti al comandante della caserma. All'interno della fortezza possiamo trovare, oltre la piazza dell'adunata, anche 6 baracche: 3 baracche a est e altre 3 baracche a ovest. Infine a sud della fortezza possiamo trovare la mensa del reggimento, sopra la quale è posta una cisterna dell'acqua. La caserma è stata demolita nel mese di settembre 2022 per far posto al prossimo costruendo polo scolastico.

## Onorificenze
Il 72º Reggimento fanteria "Puglie" è decorato delle seguenti onorificenze:

## Stemma

Fregio dell'Arma di Fanteria dell'Esercito Italiano (usato per la Fanteria di Linea)

Scudo: Tagliato: nel primo di rosso all'aquila bicipite di nero; nel secondo d'azzurro al monte all'italiana di tre cime d'argento, accostato in punta da un fiume ondato dello stesso.
Corona turrita
Ornamenti esteriori:
lista bifida: d'oro, svolazzante, collocata sotto la punta dello scudo, incurvata con la concavità rivolta verso l'alto, riportante il motto: "VICTORIA NOBIS VITA".
onorificenza: accollata alla punta dello scudo con l'insegna dell'Ordine Militare d'Italia pendente al centro del nastro con i colori della stessa.
nastri rappresentativi delle ricompense al Valore: una Medaglia di Bronzo al Valor Militare è annodata nella parte centrale non visibile della corona turrita, scendente svolazzante in sbarra ed in banda dal punto predetto, passando dietro la parte superiore dello scudo.

## Insegne e Simboli del 72º Reggimento fanteria "Puglie"
- Il Reggimento indossava il fregio della Fanteria (composto da due fucili incrociati sormontati da una bomba con una fiamma dritta). Al centro nel tondino è riportato il numero "72".
- Le mostrine del reggimento erano rettangolari di colore bianco con banda centrale verde. Alla base della mostrina si trova la stella argentata a 5 punte bordata di nero, simbolo delle forze armate italiane.

## Persone legate al Reggimento
Il cantante Lorenzo Cherubini, meglio conosciuto come Jovanotti, ha assolto i suoi obblighi di leva presso questo Reggimento nella caserma "Turinetto" di Albenga.
Anche il figlio di Adriano Celentano, nel 1987 ha svolto il C.A.R. presso il 72°.
Ha prestato servizio presso questo reggimento anche lo scrittore Carlo Lucarelli tra il 1987 e il 1988.